# Napomyza arcticola
Napomyza arcticola är en tvåvingeart som beskrevs av Spencer 1969. Napomyza arcticola ingår i släktet Napomyza och familjen minerarflugor. Inga underarter finns listade i Catalogue of Life.